# Уильямсон (копи)
Уильямсон (англ. Williamson) — один из исторических алмазных рудников в Танзании.

## История
В конце XX века корпорация De Beers провела работу по восстановлению работ на шахте. При этом была полностью перестроена вся инфраструктура предприятия и фактически построен новый рудник. Работа его рассчитана на длительное время; мощность сравнительно невелика и не превышает 100 тысяч карат в год, но сама корпорация считает свою работу весьма ценной с точки зрения опыта, приобретенного в ходе решения этой достаточно сложной в техническом плане задачи.
За все время своего существования шахта выпустила более 19 000 000 карат (около 3,800 кг) алмазов. Шахта «Уильямсон», которая когда-то принадлежала доктору Вильямсону, позже национализирована правительством Танзании. С февраля 2009 года шахта в основном принадлежит Petra Diamonds, при 75 % собственности, правительство Танзании владеет 25 %.